# 哲学船

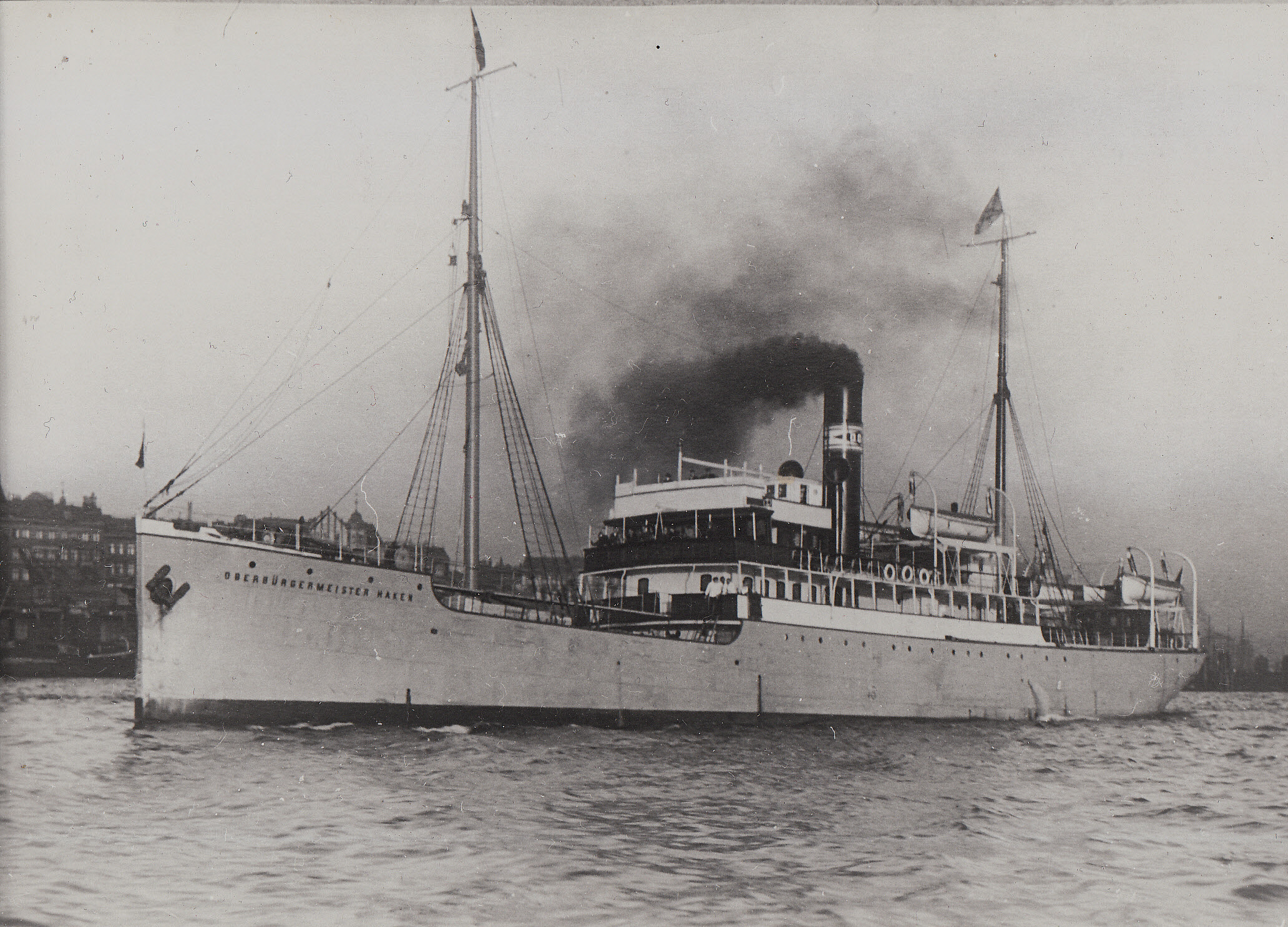
哈肯船长号

哲学船（俄语：Философский пароход）是被苏联驱逐的一批知识分子的统称。
1922年5月，列宁致信契卡领袖捷尔任斯基首次提出要将支持反革命的知识分子驱逐出境。6月，捷尔任斯基向政治局提交了针对“反苏团体”的报告。其后，政治局决定成立委员会负责拟定被驱逐的知识分子名单。8月起，便开始抓捕相关人士进行审讯、判决。之后，共100多位知识分子分别乘两艘德国船只“哈肯船长号”（Oberbürgermeister Haken）与“普鲁士号”（Preussen）从苏联彼得格勒离开，前往德国港口斯德丁。
这批知识分子包括了尼古拉·别尔嘉耶夫、尼古拉·洛斯基、谢尔盖·布尔加科夫、伊万·伊雷因等人。